# Woche des deutschen Buches
Die Woche des deutschen Buches war eine 1934 von den Nationalsozialisten begründete Veranstaltungsreihe in Weimar, die Propagandazwecken diente. Sie sollte die deutsche Literatur und deren Autoren fördern, gleichzeitig aber auch die vom Regime gewünschte Gesinnung und Weltsicht.

## Vorläufer
In der Weimarer Republik hatte bereits das Reichsministerium des Innern ab 1929 den Tag des Buches initiiert, nachdem der Börsenverein der Deutschen Buchhändler zu Leipzig dies zur Steigerung des Absatzes literarischer Werke angeregt hatte. Am 22. März 1933, dem Todestag Johann Wolfgang von Goethes, wurde diese Veranstaltung von den neuen Machthabern noch unverändert fortgesetzt. Das Motto „Buch und Volk“ dieses Tages stammte noch aus der Zeit vor der de facto Machtabtretung an die Koalition aus Adolf Hitler, Alfred Hugenberg und Franz von Papen, passte aber perfekt zum Tenor der neuen politischen und weltanschaulichen Linie. Propagandistisch wirkte diese Veranstaltung 1933 jedoch nicht, weil sie von dem medial erheblich stärker begleiteten Tag von Potsdam, der am Vortag, dem 21. März 1933 stattfand, deutlich überstrahlt wurde.

## Veranstaltungsdauer
Im Jahr 1934 übernahm erstmals das neu gegründete Reichsministerium für Volksaufklärung und Propaganda unter Joseph Goebbels die Schirmherrschaft über die von da an als Woche des deutschen Buches firmierende Veranstaltung. Deren Ausdehnung von einem Tag auf eine Woche drückte bereits aus, welche Bedeutung sich die Nationalsozialisten und namentlich Goebbels künftig dafür wünschten.
Die Woche des deutschen Buches fand von 1934 bis 1942 in jährlichem Turnus statt, lediglich 1939 fiel sie aus. 1943 bis 1945 ließ die Kriegslage keine derartige Veranstaltung mehr zu; Prioritäten mussten anders gesetzt werden.

## Organisation
Organisiert wurde die Woche des deutschen Buches von den Untergliederungen der Reichsschrifttumskammer (RSK), in welcher ab 30. Juli 1934 jeder Mitglied sein musste, der hauptberuflich schriftstellerisch tätig sein wollte. Dort erfasste Goebbels jeden, der „Kulturgut erzeugte, verarbeitete oder absetzte“.
Die große Bedeutung, die der Woche des deutschen Buches beigemessen wurde, zeigt sich am betriebenen Aufwand: Die Veranstaltungswoche begann mit einem formellen Staatsakt. Per Rundfunk, der „geistige[n] Waffe des totalen Staates“, wandte sich Goebbels mahnend an die „Volksgenossen“: „Das Buch muß wieder in das Volk hinein.“ Im Folgejahr 1935 wurde er mit der Themenwoche „Das Buch – ein Schwert des Geistes“ bereits deutlich konkreter: „So ist uns Nationalsozialisten auch das Buch nicht mehr eine Gelegenheit zu weltfremder Bürgerbeschaulichkeit, zu Spintisiererei und genießerischer Passivität; es wird in den Händen des jungen Deutschland zu einer scharf geschliffenen Waffe im Kampf unseres Volkes um seinen Wiederaufbau und um größere Zukunft.“
Goebbels zufolge solle Kunst entweder „heroisch“, „stählern romantisch“, „sentimentalitätslos sachlich“ sein – oder „sie wird nicht sein“.

## Zielsetzung
Die Stadt Weimar bildete wegen ihrer durch Goethe maßgeblich begründeten literarischen Vergangenheit den festlichen Rahmen für das „deutsche“ Buch.
Hitlers Pamphlet Mein Kampf, 1925 erstmals erschienen, sollte zum Inbegriff, gleichsam zum Synonym des deutschen Buches stilisiert werden. Ein zeitgenössisches Foto zeigt die Veranstaltungswerbung: Eine überdimensionale Buchattrappe (Mein Kampf mit dem Konterfei Hitlers auf dem Buchdeckel) auf einem temporär installierten rechteckigen Sockel, daran ein breites Spruchband mit dem Hitler-Zitat: „Ich las damals unendlich viel und zwar gründlich. In wenigen Jahren schuf ich mir damit die Grundlagen eines Wissens, von denen ich auch heute noch zehre.“ Darunter ein Hinweisschild „Zur Woche des deutschen Buches“.
Missliebige Werke bzw. unliebsame Autoren, deren Leben, Weltsicht oder Herkunft nicht in das Bild passten, das sich die Nationalsozialisten machen mochten und das sie prominent ins eigene Volk und in die Welt transportieren wollten, wurden frühzeitig mit einem strikten Bann belegt.
Die Bücherverbrennungen und das reichsweite Aussortieren der Werke kommunistischer, sozialistischer, liberaler und jüdischer Autoren oder als „undeutsch“ abqualifizierter Werke (Beispiel: Erich Maria Remarque: Im Westen nichts Neues mit dem disqualifizierenden Ausspruch am lodernden Feuer: „Gegen literarischen Verrat am Soldaten des Weltkriegs, für Erziehung des Volkes im Geist der Wehrhaftigkeit!“) fanden frühzeitig in größeren Städten statt – in besonderem Umfang in Universitätsstädten. Das groß angelegte Aussortieren umfasste alle Buchhandlungen, Büchereien und Bibliotheken, jedoch meist nur systemkonforme Haushalte.
Man kann daher von einer politischen Instrumentalisierung der Literatur sprechen, die sich auch in den jährlich festgelegten Themen der Veranstaltung zeigte: Arbeiter, Bauer, Frau, Jugend, Soldat. Diese Themen griffen den Begriff der „Volksgemeinschaft“ auf, wie sie im Nationalsozialismus definiert und zum Maßstab aller Dinge stilisiert wurde. Letztlich galt sie aber nur dem Ziel der Unterordnung und des unbedingten Gehorsams für den Kriegseinsatz an der Front und in der Heimat.
Genau dies sollte sich im Werk der protegierten Autoren dieser Zeit, im „deutschen“ Buch, widerspiegeln. Goebbels äußerte sich dazu wie folgt: Die Volksgenossen sollten „erfaßt“ und so lange „bearbeitet“ werden, „bis sie uns verfallen sind“. Die Deutschen, so machte sich Goebbels verächtlich, seien, „einmal in Reih und Glied, 30 Millionen Trottel“.

## Publizierte Aufrufe (Auswahl)

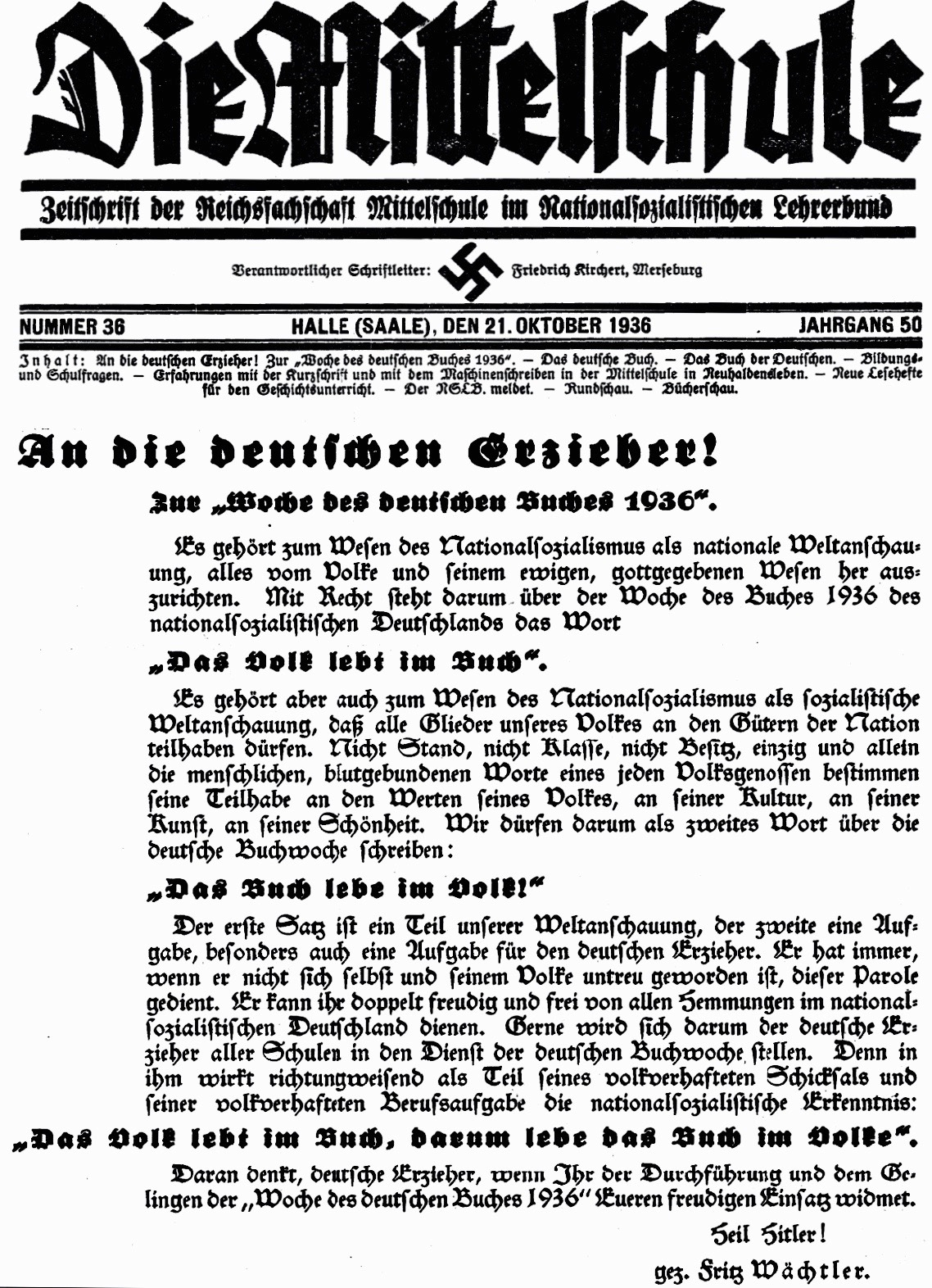
Aufruf von Fritz Wächtler zur Woche des deutschen Buches 1936

1935 plakatierte Reichsleiter Robert Ley (Deutsche Arbeitsfront) einen Aufruf zur Woche des deutschen Buches:
„Schaffende Volksgenossen! Arbeitskameraden!
Zur Woche des deutschen Buches 1935 wird das ganze deutsche Volk zum Einsatz für die geistigen Güter der Nation aufgerufen. Gerade der schaffende deutsche Mensch wird ein Zeugnis davon ablegen, daß sein Kampf um die Befreiung des deutschen Arbeitertums nicht allein materieller Güter wegen, sondern auch um die Anerkennung seiner Ehre und um die Teilhaberschaft an allen geistigen und kulturellen Einrichtungen geführt worden ist.
Der deutsche Arbeiter ist mit dem deutschen Buch aufs Innigste verbunden. Er genießt in der ganzen Welt Hochachtung und Anerkennung, weil er strebsam und fleißig stets auf die Erweiterung seines Gesichtskreises und die Vertiefung seines Wissens bedacht ist. Kein Volk der Welt verfügt über ein so umfangreiches Fachschrifttum wie das deutsche, kein Arbeiter der Welt bedient sich der Möglichkeiten fachlicher Fortbildung so eifrig wie der deutsche.
Buch und Volk gehören im Lande der Dichter und Denker u n z e r t r e n n l i c h zusammen. Das deutsche Buch als Schwert des Geistes, als Verkünder und Lehrer einzigartiger Leistungen und zielbewußten Schaffensfleißes, als hervorragender Bekenner d e u t s c h e r Arbeitskraft, ruft Euch!
Das ganze in Adolf Hitler geeinte Arbeitertum der Faust und der Stirn wird in diesen Tagen für das deutsche Buch eintreten und sich im freiwilligen, entschlossenen Einsatz zu ihm bekennen!“